# Konrad Schwenck
Konrad Schwenck (* 21. Oktober 1793 in Lich; † 14. Februar 1864 in Frankfurt am Main) war ein deutscher Philologe. Er verfasste Werke über Etymologie und Mythologie und übersetzte Werke aus dem Lateinischen ins Deutsche.

## Leben
Schwenk besuchte das Gymnasium in Gießen und studierte an der dortigen Universität klassische Philologie und deutsche Literatur. Nach einer zehnjährigen Tätigkeit als Hauslehrer ging er an die Universität Bonn. Als Freund von Ernst Moritz Arndt und Friedrich Gottlieb Welcker geriet er in die Demagogenverfolgung aufgrund der Karlsbader Beschlüsse und musste Preußen verlassen. In Frankfurt erhielt er eine Anstellung als Lehrer für Geschichte am Städtischen Gymnasium, wo er 1829 Prorektor und 1839 Konrektor wurde. Einen späteren Ruf nach Bonn als Nachfolger von Johann Friedrich Ferdinand Delbrück lehnte er ab. 1853 trat er in den Ruhestand.

## Werke
- Eigene Werke
  - Etymologisches Wörterbuch der lateinischen Sprache mit Vergleichung der griechischen und deutschen. Frankfurt a. M., 1827
  - Woerterbuch der deutschen Sprache in Beziehung auf Abstammung und Begriffsbildung. 1. Auflage, Frankfurt 1838. 2. Auflage: Frankfurt 1855.
  - Die Mythologie der Asiatischen Völker, der Aegypter, Griechen, Römer, Germanen und Slaven. 4 Bände. Frankfuert 1843–1849.
    - Die Mythologie der Griechen für Gebildete und die studirende Jugend. Frankfurt 1843.
    - Die Mythologie der Römer für Gebildete und die studirende Jugend. Frankfurt 1845.
    - Die Mythologie der Aegypter für die Gebildeten und die studirende Jugend. Frankfurt 1846.
    - Die Mythologie der Semiten für Gebildete und die studirende Jugend. Frankfurt 1849.

  - Die sieben Tragödien des Sophokles. Frankfurt 1846.
  - Goethe’s Werke. Erklärungen von Konrad Schwenck. Frankfurt 1847.
  - Literarische Charakteristiken und Kritiken. Frankfurt 1847.
  - Schiller’s Werke [!]. Frankfurt 1850.
  - Die Sinnbilder der alten Voelker. Frankfurt 1851.

- Übersetzungen
  - Die Homerischen Hymnen. 1. Aufl.:Gießen 1814; 2. Aufl.: Frankfurt 1825.
  - Gaius Valerius Catullus: Carmina mit Anhang: Sechster Gesang der Odyssee. Frankfurt 1829.